# Quadricalcarifera alboviridis
Quadricalcarifera alboviridis är en fjärilsart som beskrevs av Rothschild 1917. Quadricalcarifera alboviridis ingår i släktet Quadricalcarifera och familjen tandspinnare. Inga underarter finns listade.